# Guelfi e ghibellini nella bergamasca
I fatti gravi che intercorsero tra le famiglie rappresentanti i guelfi e ghibellini nella bergamasca hanno condizionato la storia di tutto il territorio tra il XII secolo e il XIV. Bergamo e la bergamasca, come tutto il territorio italiano, non ne uscì indenne da queste lotte intestine che dividevano le famiglie e le diverse località ognuna per difendere i propri privilegi. Molti eventi divennero fondamentali nella storia italiana, così di Bergamo e delle sue valli.

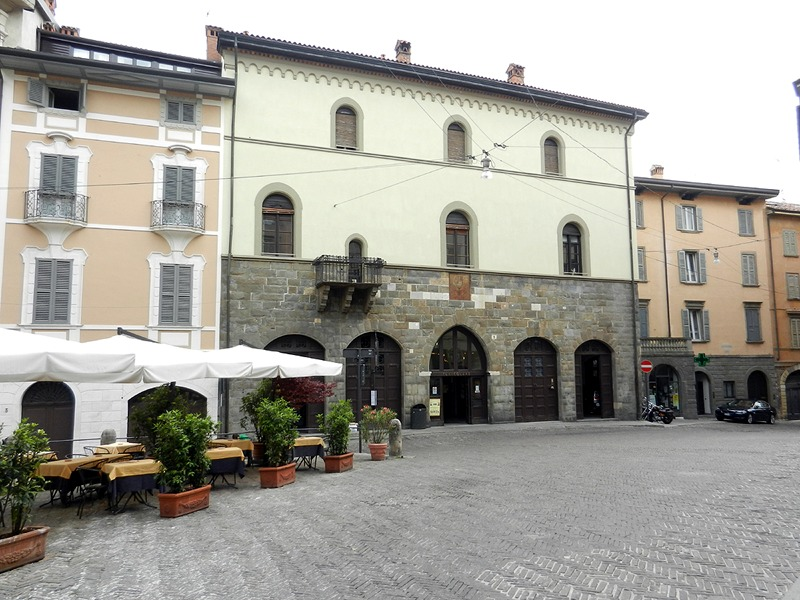
Palazzo Suardi- piazza Mercato delle Scarpe- Bergamo

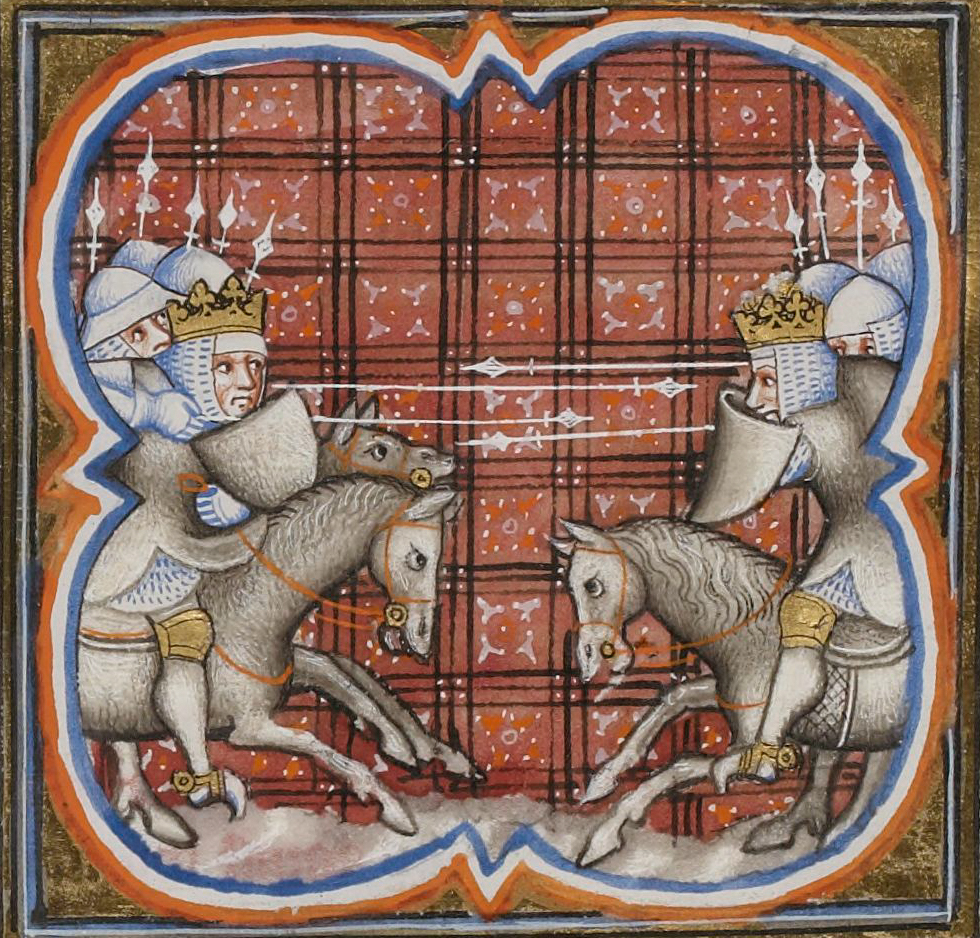
Battaglia di Benevento 26 febbraio 1266

La battaglia di Benevento del 26 febbraio del 1266, e la morte di Manfredi di Svevia da parte dell'esercito di Carlo I d'Angiò era la sconfitta del partito ghibellino italiano. Inizierà quindi un periodo di instabilità politica con l'alternarsi di poteri delle diverse famiglie che erano di fazione guelfa, quindi a favore della chiesa, o ghibellini dalla parte dell'impero.
A Bergamo le due fazioni erano rappresentante dalla più importanti famiglie: Suardi, Mozzi e Lanzi di parte ghibellina, e Colleoni, Rivola, Bonghi parte guelfa, che per secoli condizionarono la storia e la vita dei bergamaschi con gravi fatti di sangue.

## Cronologia degli eventi
1296
8 marzo: Un Colleoni di fazione guelfa ferì gravemente con un colpo di lancia Jacopo del Mozzo a Bergamo, amico della famiglia ghibellina dei Suardi. Il fatto diede il via a fatti turbolenti nella cittadina. Venne bruciata la sede vescovile obbligando il vescovo Giovanni da Scanzo a chiedere rifugio presso le proprietà dei Rivola vicino la chiesa di San Michele al Pozzo Bianco. Furono bruciate abitazioni dei Mozzo nonché fabbricati dei Suardi sull'antico colle del Gromo. Alberigo Suardi onde evitare ulteriori rappresaglie si recò, per protezione, a Milano presso i Visconti. Questo è l'evento che determina quanto poi avvenne nel periodo successivo.
10 marzo: Alberigo Suardi, armato da Matteo I Visconti e accompagnato da molti arcieri tornarono a Bergamo e scacciarono i rappresentanti della famiglia Colleoni che trovano rifugio a Crema.
13 marzo I rappresentanti delle famiglia Bonghi e Rivola guelfe, si portarono a Milano presso i Visconti per accettare la nomina del nuovo podestà Ottorino da Mandello.
6 giugno:  Numerosi sono gli scontri che interessarono i rappresentanti Rivola e Bonghi posti a sostegno dei Colleoni per riprendere quanto era stato estorto loro dai Suardi solo tre mesi prima. Sarà questo periodo d'importante guerra civile che coinvolgerà i paesi delle due valli bergamasche la val Seriana e la val Brembana dove troveranno rifugio i rappresentanti delle famiglie. In alta val Seriana vi era il borgo cittadino di Gromo dal 1267 roccaforte dei guelfi e Almenno dal 1266.
 “Si combatté per ventiquattro ore continue si abbruciarono le case di molti cittadine…e fu distrutto dall’incendio il palazzo pretorio…arsi i pubblici documenti che vi stavano raccolti e gli statuti cittadini”. Fu in realtà gravemente danneggiato il palazzo podestarile mentre il palazzo comunale riportò danni che non sappiamo valutare e che comunque non intaccarono l’involucro esterno. E da allora l’area dell’attuale Piazza Vecchia, che sappiamo precedentemente occupata da case d’abitazione e botteghe, venne indicata nei documenti con il termine “brenia”
8 maggio 1299
A Pavia si riunirono in assemblea tutte le città italiane che erano contro il potere dei Visconti tra queste anche alcuni rappresentanti di Bergamo. Alcuni mesi dopo anche i veneziani provarono a far trovare un punto d'intesa dei pavesi con i milanesi e con il trattato Milano prese il controllo sulla città orobica che divenne sotto il dominio ghibellino.
Maggio 1301
Nel maggio del 1301 alcuni rappresentanti dei Colleoni fecero un accordo con i Suardi creando così gravi dissapori con le famiglie dei Rivola e Bonghi. Conseguenti furono nuovi scontri nella città. Per questo il 30 maggio i Colleoni chiamarono Matteo I Visconti con un gruppo di soldati a Bergamo per cercare di prendere il governo cittadino. Matteo Visconti fu nominato capitano e questi nominò podestà Jacopo Pirovano. L'anno successivo i Visconti furono scacciati da Milano con la nuova conquista dei Della Torre. Matteo e Galeazzo dovettero rifugiarsi in esilio. Questo condizionò anche l'amministrazione di Bergamo.
1307
Il 24 febbraio dl 1307 tornò la pace a Bergamo, venendo fondata la Società del Popolo composta da cinquecento rappresentanti della cittadinanza che firmarono ordini e statuti. Il 22 novembre papa Clemente V ordinò l'arresto dei templari da parte dei domenicani di Santo Stefano nel nome di Lanfranco Amici di Trescore, che si incaricarono della confisca dei beni e della inquisizione.
23 aprile 1312
il 23 aprile l'imperatore Enrico VII che era sceso in Italia due anni prima, impose Lodovico Visconti come nuovo podestà a Bergamo. La cosa non piacque ai bergamaschi che si unirono anche con i rappresentanti delle valli per scacciare il nuovo podestà. La parte guelfa perse la battaglia con i ghibellini comandati dal Lodovico facendo duemila morti e obbligando i guelfi a ritirarsi. Questo non impedì l'anno successivo che alcuni guelfi valligiani devastarono le località di Urgnano, Cologno, Ghisalba e Zanica.
luglio 1315
Dopo il grave periodo della peste che colpì i territori nel 1314, fu riconosciuta la signoria di Matteo Visconti chiamato dai ghibellini per governare la città che si trovava devastata sia delle guerre delle famiglie che dalla grave malattia, malgrado l'opposizione di rappresentanti dei Colleoni, dei Rivola d dei Del Zoppo che furono catturati e incarcerati.. Nel 1317 fu possibile trovare ancora una tregua tra le famiglie con la conseguente ripresa dei comuni.
23 giugno 1323
Suardino Suardi, ghibellino, fece giuramento di servizio a Galeazzo I Visconti
1329 con la discesa di Ludovico il Bavaro, che fece tappa a Bergamo, le famiglie ghibelline sentirono di essere protette dall'imperatore.
1331
i rappresentanti del comune di Bergamo si mettono a servizio di Giovanni conte di Lussemburgo, stanchi delle guerre intercorse sul territorio con i Visconti. Ma già l'anno successivo diventa signore di Bergamo Azzone Visconti.
1349
Ci furono anni dove il territorio di Bergamo fu gravemente ferito dalla peste nera proveniente dal Mar Nero. Giovanni Visconti, unico erede di Luchino divenne signore di Bergamo, carica che mantenne per cinque anni.
1354-1355
Alla sua morte di Giovanni, nel 1354, divenne signore di Bergamo Bernabò Visconti. Fu la sua signoria quella più dura per il territorio bergamasco. Non venne accettato il suo incarico e furono molte le rivolte delle famiglie guelfe, dovette quindi il Visconti prendere misure severe di repressione. Bernabò fece impiccare nella Rocca di Bergamo Giovanni Annibaldo Rivola, Federico Bonghi, Giovanni Colleoni e Corradino Prestinari, accusati di alto tradimento, in quando di fazione guelfa.
marzo 1358
Le truppe di Corrado di Landau invasero il territorio creando incendi e distruzione. Perirono più di trecento persone a Verdello.
1361-1362
La peste nera raggiunse i territori e Bernadò Visconti dovette concedere l'esenzione delle tasse a una popolazione che era stremate sia dalle guerre che dalla malattia.
1363
Sul territorio della bergamasca giunsero le notizie delle sfavorevoli battaglie di Bernabò contro la lega del papa, e approfittando delle condizioni avverse si ribellarono creando scontri che si ripercossero per tutta l'estate. Bernabò Visconti impossibilitato a tornare a Bergamo lasciò licenza ad ogni ghibellino di uccidere qualsiasi guelfo che avrebbero incontrato. La figlia Bernarda nel 1367 convolò a nozze con Giovanni Suardi, matrimonio che doveva rafforzare l'unione tra le due famiglie, e l'anno successivo la famiglia Gonzaga si riunì con le famiglie guelfe a favore di papa Urbano V conto i Visconti e i ghibellini, che furono scomunicati dal papa. La scomunica fu ritirata nel 1370.
1368
Gli scontri dei Visconti contro i Gonzaga portano alla conquista da parte dei guelfi dei castelli di Pizzidente, Sorisole e il castello di Cornalba. Venne distrutto l'abitato di Almenno con l'assedio del castello dove avevano trovato rifugio i ghibellini. Si racconta di incendi, stupri e omicidi. Gli scontri e le devastazioni durarono tutta la stagione estiva.  
1369
11 febbraio viene firmata tra il papa e la famiglia dei Visconti la pace a Modena che hanno portato alla riduzione delle condanne che erano state imposte a personaggi guelfi e ghibellini. Anche i ghibellini che erano stati scomunicati dal papa ricevono il perdono, e la riduzione delle tasse, trovandosi la popolazione stremata e alla fame a causa dei gravi scontri..
1372
Papa Gregorio XI invitò gli abitanti le valli di entrambe le fazioni, a ribellarsi al Barnabò che era stato un usurpatore nominando nuovo vicario Amedeo VI di Savoia, che l'anno 1373 successivo entra nel territorio visconteo con più di 10000 soldati. Ma Ambrogio Visconti, figlio di Bernabò riuscì a difendere e tenere il territorio di Bergamo. Ma viene barbaramente uccido a Caprino. Non si salvarono dall'ira di Bernabò gli abitanti di Pontida dove si erano rifugiati i capi guelfi:  Lantellino Rivola, Guglielmo Colleoni e Simone Broli.
1378
Non vi fu pace nelle valli bergamasche, nel 1378 furono violenti gli scontri in val Seriana nei paesi di Clusone, Songavazzo, Rovetta, Fino, Onore e Cerete.
1393
Malgrado nel mese di gennaio fu una definizione di confine tra le contrade di Almenno, non furono mai rispettati gli accordi e tutto l'anno fu funestato da scontri e agguati, anche nelle abitazioni private fino al dicembre quando Visconti firmò una definitiva pace tra le parti.
1403-1404
Il 1399 vide sul territorio l'arrivo dei bianchi nonché la peste fermarono poco gli scontri tra le due fazioni che proseguirono nel 1403 e 1404 quando una grossa compagnia di guelfi entrò a Brembate bruciando le abitazione e cercando di assalire il castello. Furono catturati quattro ghibellini che avevano ucciso il figlio di Simone Tasca. La situazione con cambiò anche per tutti gli anni successivi, con vari scontri, accordi di pace e ripresa dei combattimenti.
1411
Fu un anno importante per il territorio di Bergamo con l'arrivo di san Bernardino da Siena che iniziò a predicare pace in città;

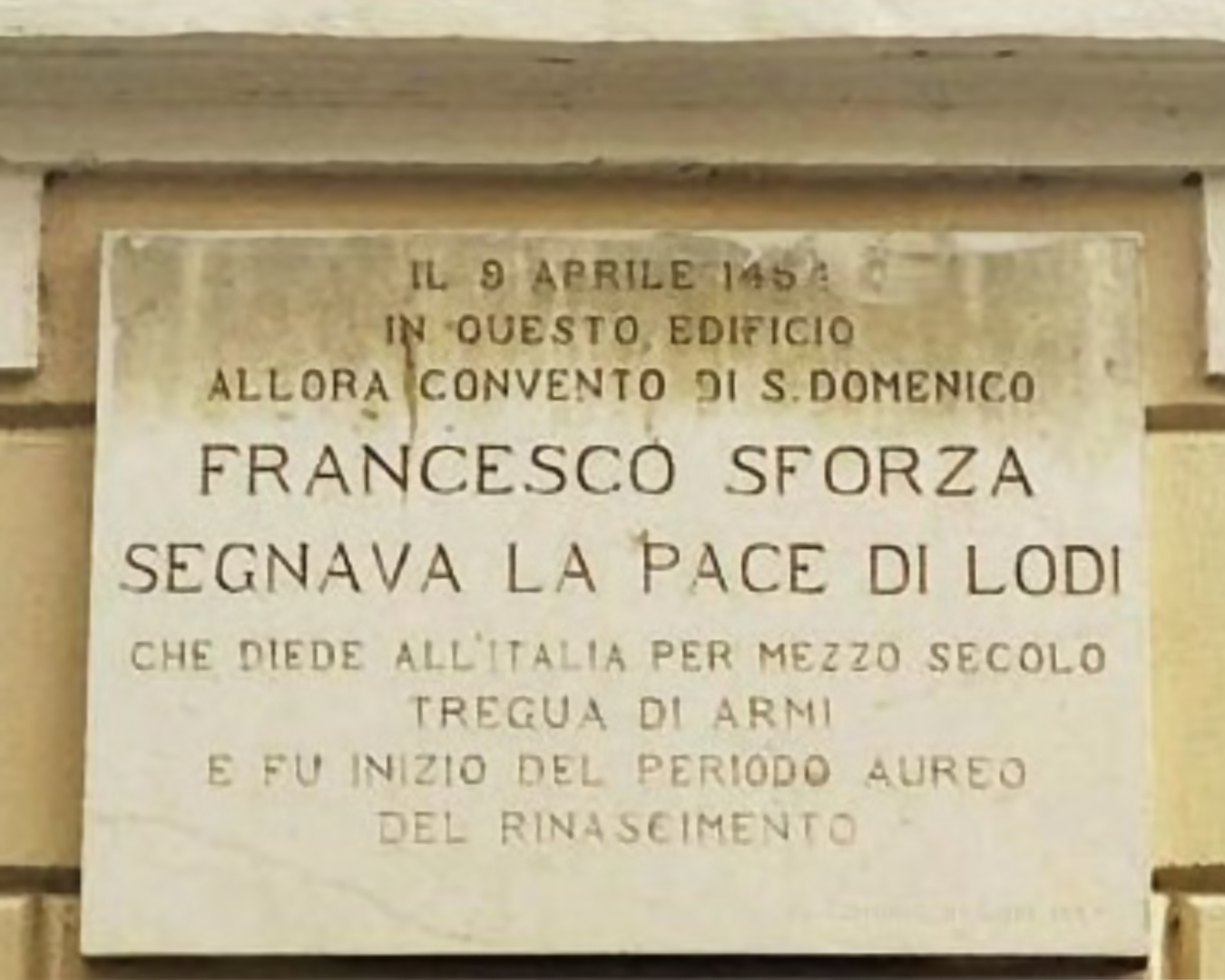
Targa commemorativa alla Pace di Lodi

1428
Viene firmata la pace di Ferrara tra le città di Bergamo e Brescia con Venezia e Milano. Il 6 maggio entra in Bergamo il provveditore veneziano Girolamo Contarini. Inizia così la dominazione veneziana nella città e sul territorio orobico. Questo non portò però alla fine di tutti i disordini. La Val Brembana presentava ancora parecchie criticità fino al 1454 quando viene siglata la pace di Lodi nella casa di Francesco Sforza con i milanesi obbligati a cedere il passo ai veneziani nelle città di Bergamo, Brescia e Crema.